# Proctoscopia
La proctoscopia (o rettoscopia) è una comune procedura medica in cui uno strumento chiamato proctoscopio (talvolta definito anche rettoscopio, sebbene quest'ultimo sia un poco più lungo) è usato per esaminare la cavità anale, l'ampolla rettale, o il sigma-colon. La tecnica permette di controllare direttamente le lesioni della parete rettale, in particolare della mucosa e della sotto-mucosa.

## Strumentazione
Un proctoscopio è un tubo metallico cavo, diritto, rigido, con una piccola fonte di luce montata su una sua estremità terminale. La lunghezza dello strumento è di circa 15 cm e il diametro intorno ai 25–30 mm. Un rettoscopio può invece raggiungere una lunghezza pari a 25 cm.

## Indicazioni
La proctoscopia può essere utilizzata per diagnosticare sostanzialmente le stesse patologie per le quali trova indicazione l'anoscopia. In particolare i polipi anali o rettali, tutte le possibili cause di sanguinamento ano-rettale, le fistole ano-rettali, il carcinoma del canale anale o del retto, le emorroidi, le ferite e i traumi interessanti questa regione.

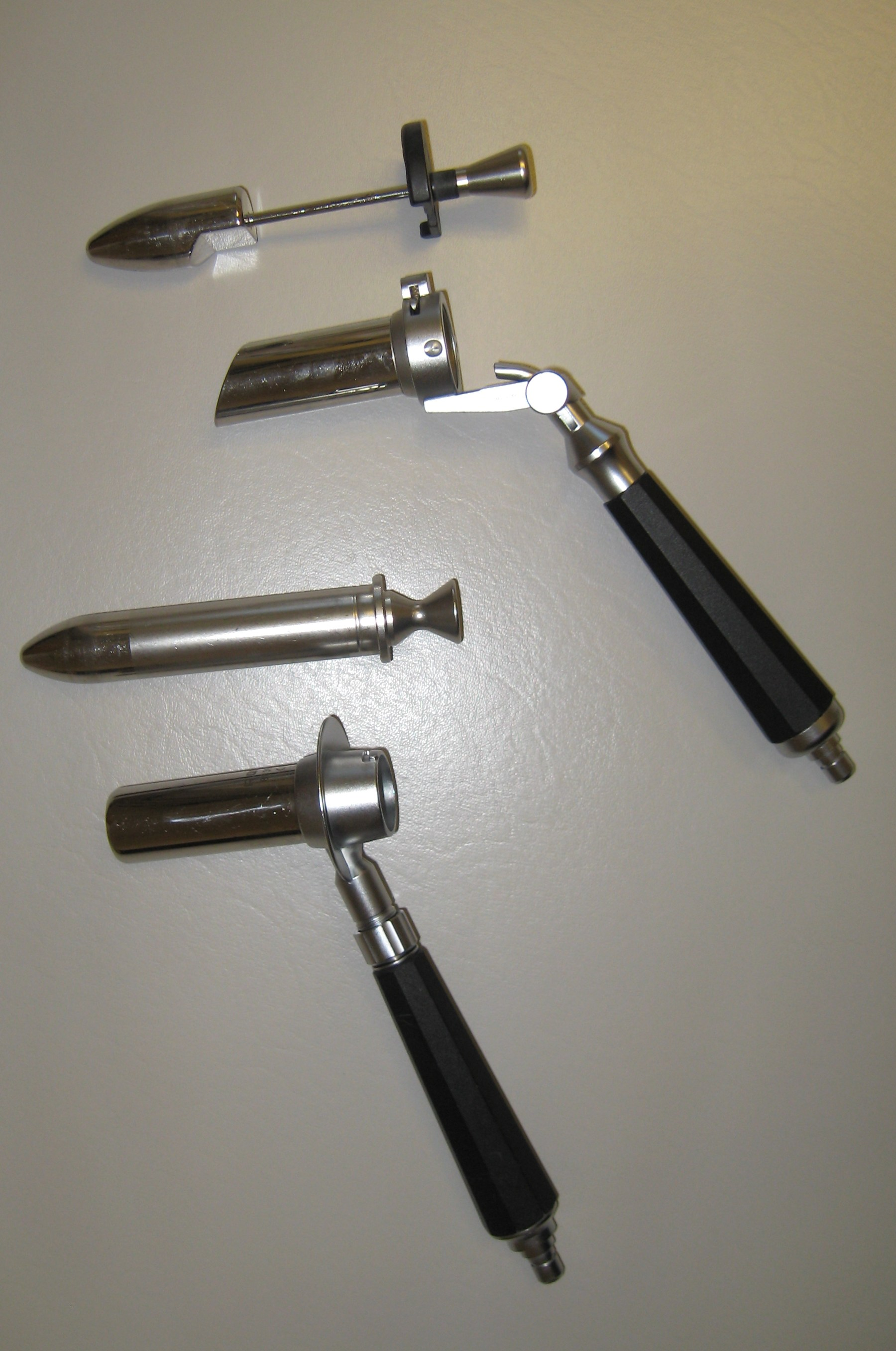
Due proctoscopi.

## Esecuzione dell'esame
L'esame può essere eseguito solo dopo una corretta preparazione allo stesso: la necessità di visualizzare le pareti rettali durante la proctoscopia impone che le stesse siano adeguatamente pulite. Per tale motivo il centro di endoscopia digestiva è tenuto a consegnare al paziente alcune precise istruzioni. In genere il giorno prima dell'esame il paziente deve eseguire un clistere con un litro di acqua tiepida o con altri appositi preparati acquistabili in farmacia. Questo clistere deve essere nuovamente eseguito poche ore prima dell'appuntamento fissato.
Il paziente non è invece tenuto a seguire alcuna particolare norma dietetica. Come per l'anoscopia l'esecuzione dell'esame può risultare imbarazzante. Due sono le posizioni utilizzabili per l'esecuzione dell'esame: la posizione laterale sinistra con le gambe flesse sull'addome (posizione di Sims) oppure la posizione inginocchiata sul lettino, con il tronco piegato in avanti e incurvato (posizione genupettorale).
Il proctoscopio deve essere introdotto delicatamente, previa accurata lubrificazione e applicazione di una pomata anestetica locale (es. lidocaina cloridrato 1%). Una volta raggiunta la profondità desiderata l'otturatore centrale va rimosso e lo strumento viene estratto lentamente e delicatamente, con dei movimenti circolari. Durante questa fase l'operatore deve prendere visione diretta delle pareti rettali e anali.

## Ulteriori procedure
Il proctoscopio presenta un canale centrale attraverso il quale possono essere inseriti tutta una serie di strumenti. A titolo di esempio è possibile inserire uno strumento per prelevare un piccolo campione tissutale (biopsia) da esaminare successivamente in laboratorio con il microscopio. In altri casi attraverso il canale centrale del proctoscopio si insuffla dell'aria che determina una distensione delle pareti del retto e lo rende evidenziabile con più facilità.